# ClassPad 300

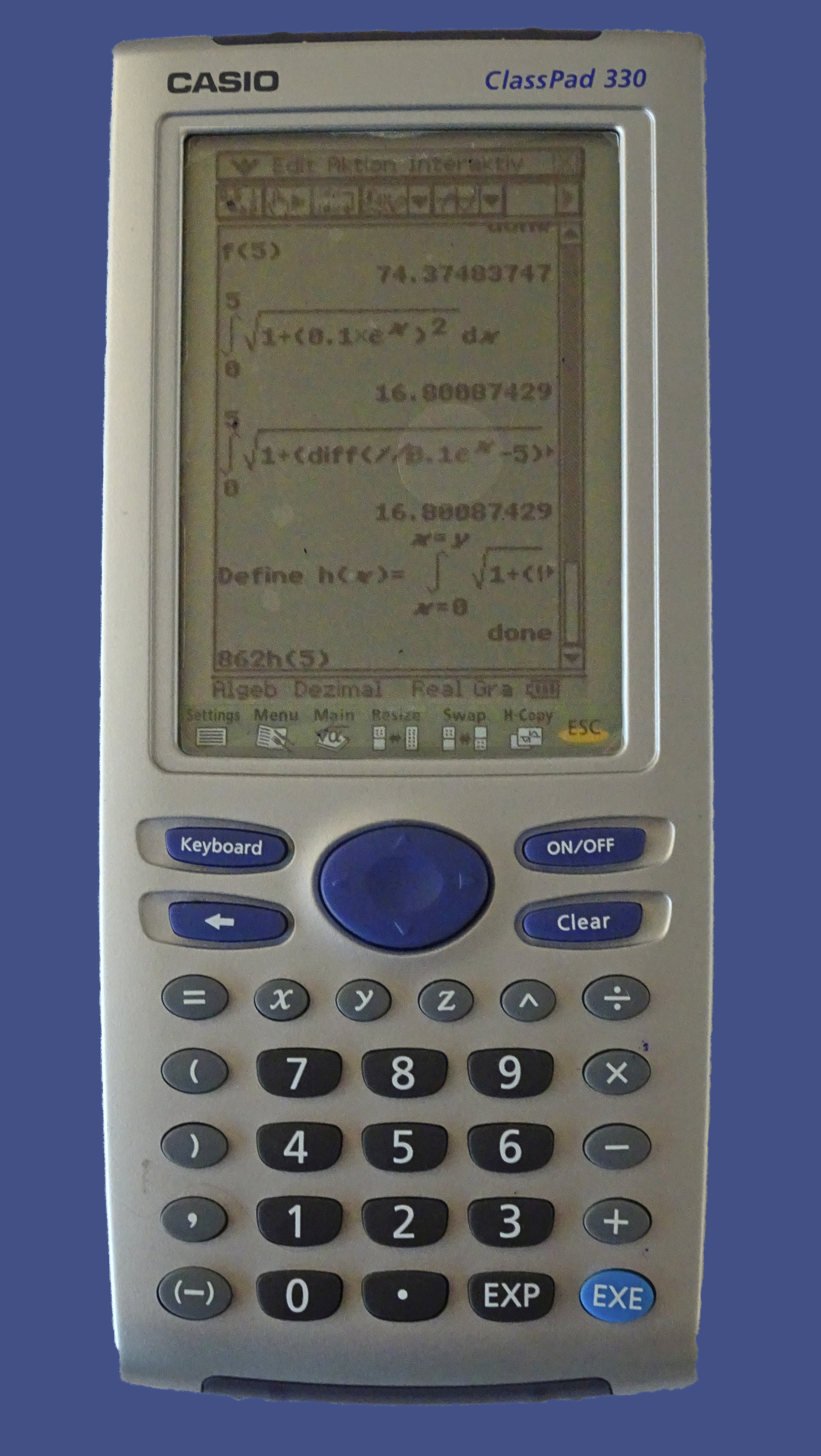
Casio ClassPad 330 (Nachfolgemodell des ClassPad 300 seit 2007)

Der ClassPad 300 ist ein grafikfähiger, CAS-fähiger, programmierbarer Taschenrechner von Casio, der als einer der ersten Taschenrechner überhaupt über einen Touchscreen verfügte, als er 2002 auf dem Markt erschien (der Sharp EL-9650 mit Touch-Screen und Stiftbedienung erschien bereits in den 90er Jahren). Er ist für den Mathematikunterricht sowohl für Schüler als auch für Lehrer bestimmt. Der Einsatz (Zulässigkeit) insbesondere als Hilfsmittel bei Prüfungen hängt in Deutschland von den Vorgaben des jeweiligen Bundeslandes als auch denen der einzelnen Schulen ab.

## Eigenschaften
Das Display ist 160 × 240 Pixel groß, die Abmessungen betragen 21 × 84 × 189,5 mm und das Gewicht 280 g. Das Gerät wird mit vier AAA-Zellen betrieben und einem Eingabestift geliefert. Zur Eingabe von Befehlen oder Termen verwendet man ein Soft-Keypad, das nach Bedarf ein- oder ausgeblendet werden kann. Bei eingeblendetem Soft-Keypad reduziert sich daher der tatsächlich für Darstellungen nutzbare Bereich. Bei ausgeblendetem Soft-Keypad können Funktionen und 3D-Plots auf dem Display übersichtlich dargestellt werden.
Der ClassPad 300 verfügt über mehrere Anwendungen, die von Algebra über Tabellenkalkulation bis hin zu Geometrieanwendungen reichen. Anzumerken ist, dass der ursprüngliche ClassPad ein sehr kontrastarmes Display hatte, das auch nicht beleuchtet ist. Ein ermüdungsarmes Arbeiten ist, wenn überhaupt, nur unter sehr guten Lichtverhältnissen möglich. Die Schutzfolie, die dem Gerät beiliegt, verringert den Kontrast zusätzlich. Mit einer guten Folie kann man dies zumindest vermeiden. Erst das Nachfolgemodell, der ClassPad 300 PLUS erhielt ein kontrastreicheres, wenngleich stark spiegelndes Display.

## Nachfolgemodell
Das Nachfolgemodell mit der Bezeichnung ClassPad 330 (Markteinführung 2007) ist hardwareseitig mit dem Vorgänger 300 PLUS vollkommen identisch, es wird lediglich mit der Betriebssystemversion 3.x (statt 2.x) ausgeliefert. 2015 war dies die Version 3.06.4000. Das neue Betriebssystem bietet einige Verbesserungen im Bedienkomfort, verfügt über neue finanzmathematische Funktionen und beherrscht Laplace- und Fourier-Transformationen. Es kann über einen USB-Anschluss mit einem PC, einem Projektor, einem gleichartigen Rechner oder einem Datenanalysator verbunden werden. Für den älteren ClassPad 300 (PLUS) ist ein kostenpflichtiges Update auf die OS-Version 3.x verfügbar.